# Михайлівка (Острозька міська громада)
Миха́йлівка — село в Україні, в Рівненському районі (до 2020 року в Острозькому районі) Рівненської області. Населення становить 173 осіб.

## Географія
У селі бере початок річка Безіменна.

## Герб
Село в період Речі Посполитої мало свій герб: У червоному щиті чорна відрізана кабаняча голова з срібними очима та іклами, що спирається на руку в лазуровому одязі, яка роздирає пащу.

## Історія
У північно-західному напрямку від Грем'ячого на віддалі двох кілометрів при автотрасі на місто Острог простяглося село Михайлівка. На сьогоднішній день у селі є 70 дворів.
Висотно-рівнинна околиця Михайлівки береже сліди осілостей людей далекого минулого. Свідками того є рештки старовинних курганних могильників, поодинокі вже втрачені знахідки речей побуту, культових обрядів, знарядь праці, різновидів зброї давньоруської та середньовічної доби.
Найдавніше минуле Михайлівки вдалося виявити на виданій у 1769 році плані-карті, де при зарисованій доріжці польською мовою засвідчена «Міхалувка» («Michalówka»). Удруге цю оселю нотує скарга 1825 року з приводу побиття, пограбування «на пути к селу Михайловке» якогось знатного урядовця. У наступному 1926 році підкормчий Зайда сповіщає хорівським можновладцям про вчинене побоїще в корчемні «деревни Михайловки». Карта Волині за 1885 рік це село під назвою «Михайловка» зарисовує як хуторянську оселю з південного боку головної дороги. Книга М.Теодоровича 1889 року під такою ж назвою трактує цей населений пункт «деревнею», єпархіально приналежною до Плосківської єпархії Хорівської волості. Датована 1915 роком польською мовою карта засвідчує в околиці села Верхова оселю «Міхалполь» («Michalpol») при відсутності в околишньому суміжжі назви Михайлівка. Довідник 1947 року відносить Михайлівку, як це й зараз, до Грем'яцької сільради в статусі села з приналежними до нього територіальними об'єктами.
У 1906 році село Хорівської волості Острозького повіту Волинської губернії. Відстань від повітового міста 11 верст, від волості 10. Дворів 18, мешканців 148.

### Походження назви
Назва Михайлівка за кінцевим «івка» примикає до численних і переважно новіших найменувань, котрі в більшості символізували малі чи дуже малі населені пункти й мали назвотворчий зв'язок з прізвищами, прізвиськами та іменами людей. З цих міркувань у ній без труднощів слід вбачати ім'я Михайло. Документоване «Міхалполь», як і усномовне «Михалпіль», основане на такому ж самому імені з додатком слова «поль» («піль»), що з грецького «поліс» («місто»), а в комплексі за давньою традицією формувало поняття «справжня чи в задумі міська оселя, возвеличуюча її засновників або мешканців». У назвах такого типу, як Владипіль, Костопіль, Тернопіль, допускають теж походження «піль» («поль») і від слова «поле» у якомусь переносному значенні, як «знаменне місце», «простір володінь».

## Населення

### Мова
Розподіл населення за рідною мовою за даними перепису 2001 року:
| Мова       | Кількість | Відсоток |
| ---------- | --------- | -------- |
| українська | 173       | 100%     |